# Lykurgos av Aten
Lykurgos av Aten, född omkring 390 f. Kr., död omkring 325 f. Kr., var en atensk statsman och författare.
Lykurgos är främst känd för sin framgångsrika verksamhet som Atens ekonomiske diktator 338-327 f. Kr., under vilken period statsinkomsterna fördubblades och gammal god sed i kultiska och andra angelägenheter strängt uppehölls, allt i syfte att förbereda en nationell samling mot Makedonien. Lykurgos förde en kamp mot korruption och kom inom atensk tradition att stå som symbol för den omutbare. Han var även litterärt verksam och räknades till de "10 stora talarna". Bevarat är det formellt tafatta men känslomässigt uppburna talet mot Leokrates 331 f. Kr.

## Fotnoter
1. ↑  Charles Dudley Warner (red.), Library of the World's Best Literature, 1897, läs online.[källa från Wikidata]